# Xylocopa iranica
Xylocopa iranica är en biart som beskrevs av Maa 1954. Xylocopa iranica ingår i släktet snickarbin, och familjen långtungebin. Inga underarter finns listade i Catalogue of Life.